# 우시 협약
우시 협약(Ouchy Convention)은 1932년 6월 우시 (스위스)에서 협상되었으나, 1932년 7월 18일 제네바에서 BLEU 국가인 벨기에와 룩셈부르크, 그리고 네덜란드 사이에 체결되었다. 이 협약에서 세 나라는 경제 장벽의 점진적 축소와 관세 동맹의 창설에 합의했다. 이 협약은 1930년의 오슬로 협정에 기초했으며, 추가적으로 무역 관세 인하를 목표로 했다.
세 나라는 다음 사항에 동의했다:
- 기존 무역 관세를 인상하거나 참여국으로부터의 수입품에 새로운 관세를 적용해서는 안 된다.
- 각국으로부터의 수입품에 대한 기존 관세는 매년 10%씩 점진적으로 인하하여 총 인하율이 50%에 달해야 한다.
- 서로 간의 수입품에 대해 수입 관세 외에 새로운 장벽을 두어서는 안 된다.
- 다른 나라들이 협약에 자유롭게 가입할 수 있어야 하며, 협약의 조건을 실제로 이행하는 비가입국에도 혜택을 확대해야 한다.

## 최혜국 대우 문제
벨기에와 네덜란드는 모두 예를 들어 영국 및 다른 국가들과 최혜국 대우 조항을 포함하는 상업 조약을 맺고 있었다. 우시 협약에는 이들 국가들이 그들의 권리를 포기하기 전까지는 발효되지 않아야 한다는 조항이 포함되어 있었다. 1932년 7월-8월 오타와에서 열린 영국 제국 경제 회의에서 영국은 우시 협약의 최혜국 대우 조항에 대한 네덜란드-벨기에 해석에 반대했다. 최혜국 대우국으로서의 권리를 포기하지 않으려는 영국의 거부와 미국이 포기 요청에 응답하지 않은 사실로 인해 협약은 발효되지 못하고 실패로 돌아갔다.
이 협약은 제2차 세계 대전 말에 베네룩스 창설로 되살아났다. 또한 1955년 메시나 회의에서 발표된 1955년의 베네룩스 각서에도 영감을 주었다.

## 같이 보기
벤토테네 선언